# 巴爾丁根

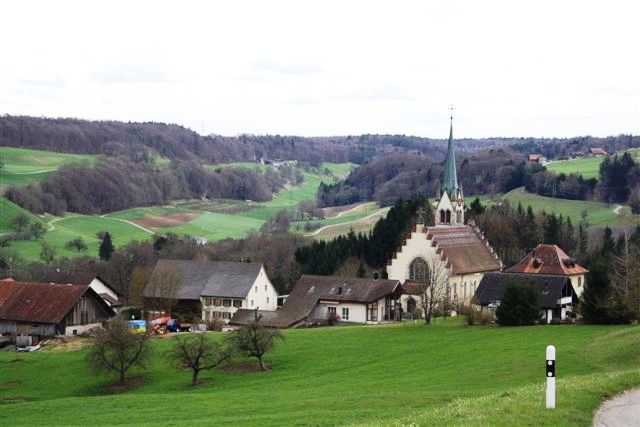

巴爾丁根是瑞士的城鎮，位於該國北部，由阿爾高州負責管轄，面積2.83平方公里，海拔高度548米，2012年人口278，一半人口信奉基督教，人口密度每平方公里98人。

## 外部連結
- Official Website of Baldingen （页面存档备份，存于）